# Тайфали
Тайфалите (на латински: Taifali, Taifalae, Theifali) са народ с несигурен произход. Понякога се смятат за вестготи, понякога за сармати.
Дълго време са обитавали Влашко или Валахия, Банат, Трансилвания или Седмоградско
и в областта около Дунав. По времето на Преселението на народите (хуните) те се разпространяват из цяла Европа. Градът Tiffauges в западна Франция е наречен на тях. Живеят и в Поатие през 5 век. Също така те се преселват в Италия и Испания.
През 250 г. те участват с крал Книва в походите му в Дакия и Мизия.
За тях има римски военни сведения от 291 г. Бият се заедно с вестготите (тервингите) против вандалите и гепидите, които са се карали за собствеността над бившата римска провинция Дакия.